# Mayumi Yoshida (giocatrice di bowling)
Mayumi Yoshida (吉田真由美, Yoshida Mayumi) (8 marzo 1976) è una giocatrice di bowling giapponese, è membro del Japan Professional Bowling Association con la licenza n° 320.

## Biografia
Dopo essere entrata al Kyoto Sangyo University, vince l'All Japan Selection Bowling Championship a 20 anni, e viene selezionata per entrar a far parte dell'All Japan National Team.
Si diploma e nel frattempo supera la media di 209.39 average (record poi battuta da Kishida Yosuke e Kato Fumii nel 2010). Nel 2003 si posiziona 1º nel rank e si sposa. Dopo la nascita del figlio nel 2007, torna nella metà del 2008, passando al 13º posto del rank. Torna 5° nel 2009, e partecipa alla P★League (vince questo torneo per 5 volte).

## Tornei

### Tornei vinti
- 2001: The 17th Rokko Queens Open Tournament , the 25th Japan Open
- 2002: The 37th Notification All-Star
- 2003: The 19th Rokko Queens Open Tournament
- 2006: JLBC Prince Cup
- 2007: DHC Ladies Open Bowling Tour 2006/2007 Round 3
- 2011: The 6th MK Charity Cup , Tokai Women's Open
- 2013: The 35th Kansai Women's Open, the 29th Rokko Queens Open Tournament
- 2014: The 9th MK Charity Cup

### Vittorie nella P★League
- First race championship
- Round 25 of the championship
- Winning 34th race
- Win 44th race
- Winning of the 45th round (own first P-League consecutive win: Hiroshi Matsunaga only in the P-League consecutive in the past)
- First Season Champion Decision Wins Championship
- Winning the 6th season champion decisive game